# 藝術科學城

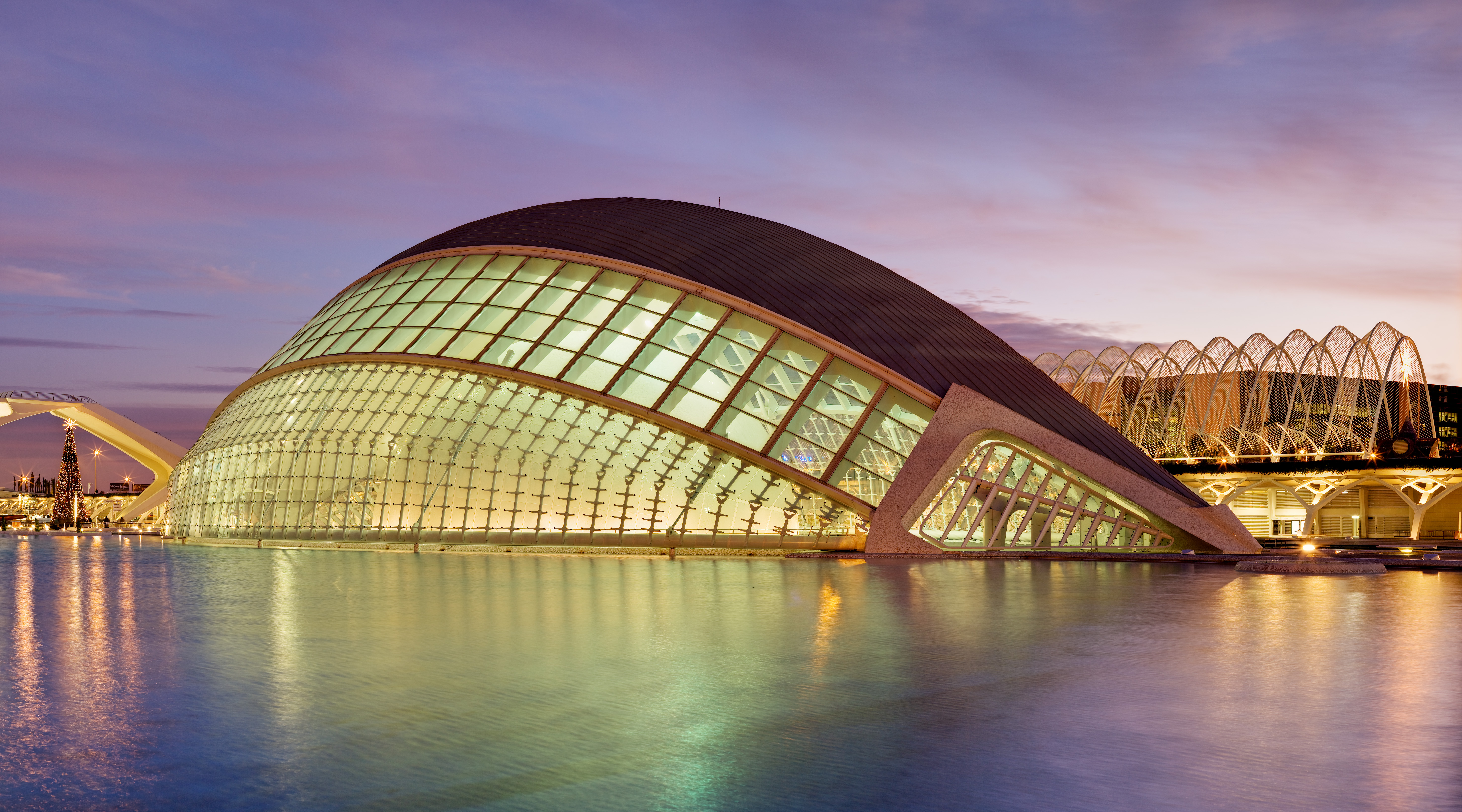
L'Hemisfèric天文館

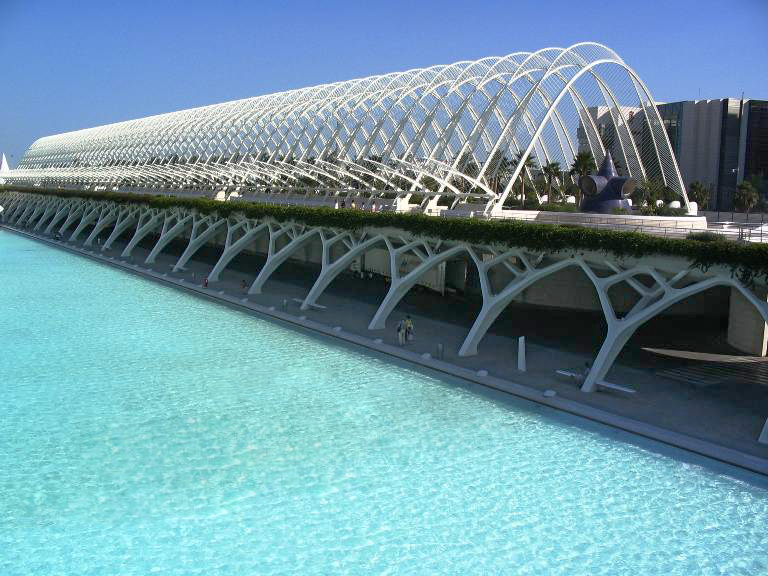
L'Umbracle

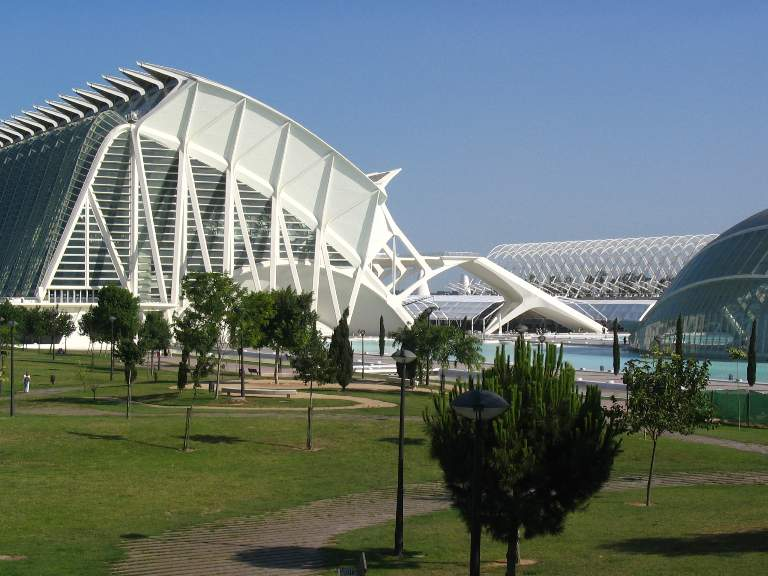
El Museu de les Ciències Príncipe Felipe

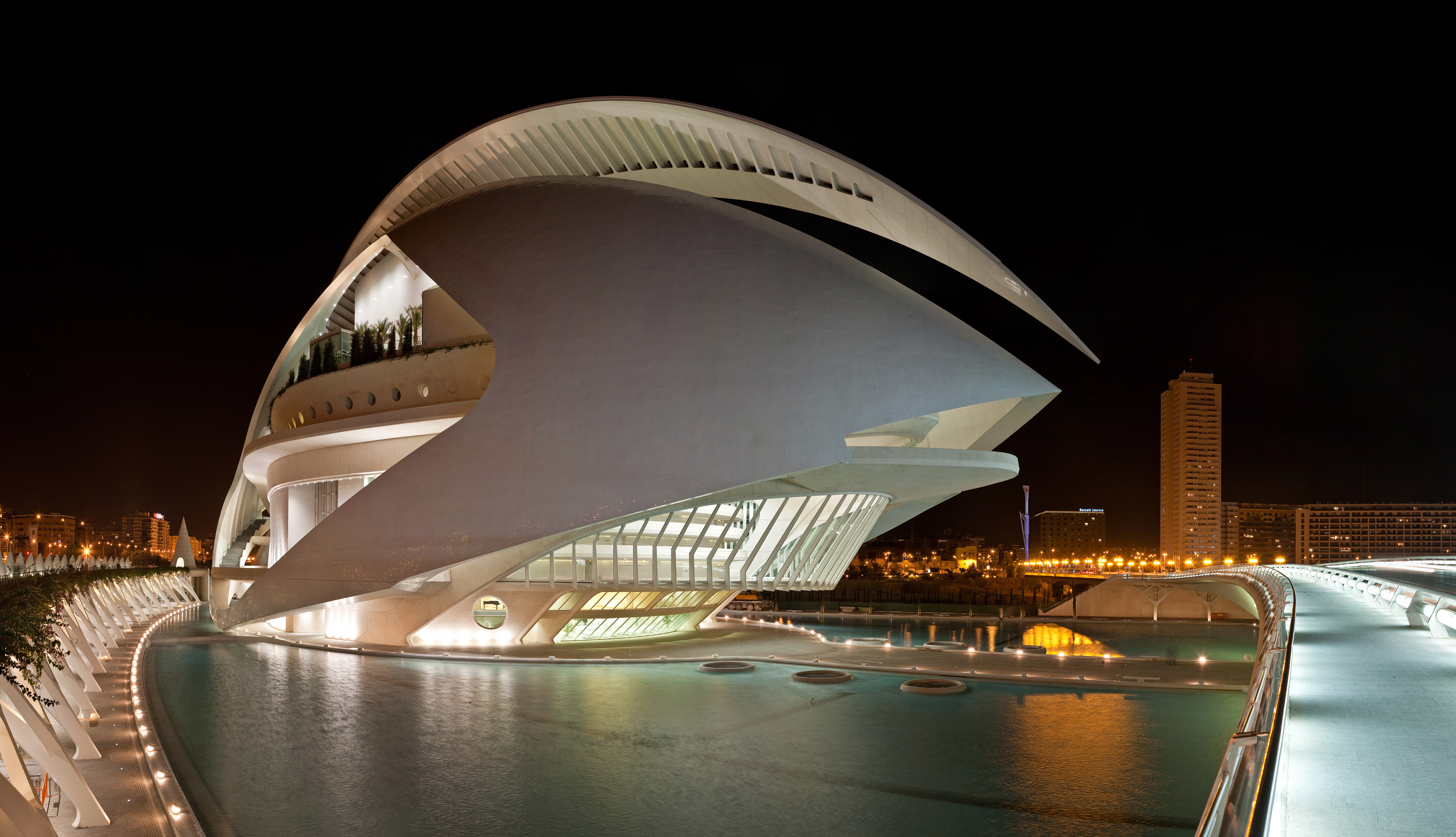
El Palau de les Arts Reina Sofía

藝術科學城（瓦倫西亞語：Ciutat de les Arts i les Ciències）是西班牙瓦倫西亞图里亚河（Turia）乾河床上5個地區的總稱。它是在瓦倫西亞城市最重要的現代旅遊目的地，和在西班牙最相關的現代旅遊目的地之一。
藝術科學城是由瓦倫西亞的設計師聖地亞哥·卡拉特拉瓦（Santiago Calatrava）所設計的，並且在1996年7月開始動工，與完成了的“城市”正式成立在1998年4月16日，以L'Hemisfèric天文館開幕。舊河床變成了風景如畫的下沉式公園。

## 建筑
- 大眼球天文馆（L'Hemisfèric，1998）
- 费利佩王子科学博物馆（Museu de les Ciències Príncipe Felipe，2000）
- L'Umbracle（2001）
- 巴伦西亚海洋公园（L'Oceanogràfic，2003）
- 索菲亚王后艺术歌剧院（Palau de les Arts Reina Sofía，2005）
- Montolivet Bridge (2007)
- 金色堤坝大桥（Pont de l'Assut de l'Or，2008)
- L'Àgora (2009)

## 外部連結
- Official tourism website of Valencia （页面存档备份，存于）
- Ciutat de les Arts i les Ciències at Google Maps（页面存档备份，存于）
- Photos of the City of Arts and Sciences （页面存档备份，存于）
- Gallery and Info on the City of Arts and Sciences （页面存档备份，存于）
- Info & Photos of the City of Arts and Sciences. English version comming soon.（页面存档备份，存于）
- Useful information regarding city of Valencia（页面存档备份，存于）